# هرمان هنکل
هرمان هنکل (به آلمانی: Hermann Hankel) (زاده ۱۴ فوریهٔ ۱۸۳۹ در هاله-درگذشته ۲۹ اوت ۱۸۷۳ در شرامبرگ) ریاضیدان اهل آلمان بود.
او که فرزند یک استاد فیزیک بود در لایپزیگ به مدرسه رفت و در آنجا به لطف نمرات خوبش اجازه یافت تا ریاضیات یونان باستان را مورد مطالعه قرار دهد. هنکل در نزد شمار زیادی از ریاضیدانان بزرگ همچون موبیوس، ریمان، وایرشتراس و کرونکر آموزش دید و با رساله ای درباره بسط سریها به کسرهای مسلسل در سال ۱۸۶۲ دانش آموخته دوره دکترا شد. وی همچنین به تاریخ ریاضیات علاقه داشت و همواره در کارهایش به پروروش تاریخی نظریه های ریاضی توجه میکرد.